# Paramycodrosophila lydiae
Paramycodrosophila lydiae är en tvåvingeart som beskrevs av Tsacas och Chassagnard 1991. Paramycodrosophila lydiae ingår i släktet Paramycodrosophila och familjen daggflugor.
Artens utbredningsområde är Nya Kaledonien. Inga underarter finns listade i Catalogue of Life.